# Джон-Лаффньє де Ягер
Джон-Лаффньє де Ягер (англ. John-Laffnie de Jager; нар. 17 березня 1973) — колишній південноафриканський тенісист.
Найвищу одиночну позицію світового рейтингу — 313 місце досяг 12 жовтня 1992, парну — 11 місце — 31 липня 2000 року.
Здобув 7 парних титулів.
Найвищим досягненням на турнірах Великого шолома були фінали в змішаному парному розряді.
Завершив кар'єру 2003 року.

## Юніорські фінали турнірів Великого шолома

### Парний розряд: 3 (1–2)
| Результат | Рік  | Турнір                           | Покриття | Partnet         | Суперники                    | Рахунок            |
| --------- | ---- | -------------------------------- | -------- | --------------- | ---------------------------- | ------------------ |
| Поразка   | 1989 | Вімблдонський турнір             | Трава    | Вейн Феррейра   | Джаред Палмер Джонатан Старк | 6–7(4–7), 6–7(2–7) |
| Поразка   | 1991 | Вімблдонський турнір             | Трава    | Андрій Медведєв | Карім Аламі Грег Руседскі    | 6–1, 6–7(4–7), 4–6 |
| Перемога  | 1991 | Відкритий чемпіонат США з тенісу | Тверде   | Карім Аламі     | Майкл Джойс Вінс Спейдія     | 6–4, 6–7, 6–1      |

## Фінали основних турнірів

### Фінали турнірів Великого шолома

#### Мікст: 2 (2 поразки)
| Результат | Рік  | Турнір                                 | Покриття | Партнер                 | Суперники                             | Рахунок             |
| --------- | ---- | -------------------------------------- | -------- | ----------------------- | ------------------------------------- | ------------------- |
| Поразка   | 1995 | Відкритий чемпіонат Франції з тенісу   | Ґрунт    | Джилл Гетерінгтон       | Лариса Савченко-Нейланд Тодд Вудбрідж | 6–7(8–10), 6–7(4–7) |
| Поразка   | 1997 | Відкритий чемпіонат Австралії з тенісу | Тверде   | Лариса Савченко-Нейланд | Манон Боллеграф Рік Ліч               | 3–6, 7–6(7–5), 5–7  |

### Фінали Олімпіад

#### Парний розряд: 1
| Результат  | Рік  | Турнір | Партнер     | Суперники                    | Рахунок       |
| ---------- | ---- | ------ | ----------- | ---------------------------- | ------------- |
| 4-те місце | 2000 | Сідней | Девід Адамс | Алекс Корретха Альберт Коста | 6–2, 4–6, 3–6 |

## Фінали турнірів ATP за кар'єру

### Парний розряд: 19 (7–12)
| Легенда                         |
| ------------------------------- |
| Турніри Великого шлема (0–0)    |
| Фінали Світового туру ATP (0–0) |
| Серія Мастерс ATP (0–2)         |
| Серія турнірів ATP (3–2)        |
| Світова серія ATP (4–8)         |

| Фінали за покриттям |
| ------------------- |
| Тверде (4–6)        |
| Ґрунт (1–1)         |
| Трава (0–1)         |
| Килим (2–4)         |

| Фінали за типом корту |
| --------------------- |
| Відкритий корт (2–6)  |
| Закритий корт (5–6)   |

| Результат | В-П  | Дата     | Турнір                          | Рівень           | Покриття | Партнер             | Суперники                        | Рахунок                   |
| --------- | ---- | -------- | ------------------------------- | ---------------- | -------- | ------------------- | -------------------------------- | ------------------------- |
| Перемога  | 1–0  | Лис 1992 | Москва, Росія                   | Світова серія    | Килим    | Маріус Барнард      | Девід Адамс Андрій Ольховський   | 6–4, 3–6, 7–6             |
| Поразка   | 1–1  | Жов 1993 | Ліон, Франція                   | Світова серія    | Килим    | Стефан Крюґер       | Гері Мюллер Дані Віссер          | 3–6, 6–7                  |
| Поразка   | 1–2  | Жов 1994 | Базель, Швейцарія               | Світова серія    | Тверде   | Лен Бейл            | Джаред Палмер Патрік Макінрой    | 3–6, 6–7                  |
| Перемога  | 2–2  | Жов 1994 | Тель-Авів, Ізраїль              | Світова серія    | Тверде   | Лен Бейл            | Ян Апелль Йонас Бйоркман         | 6–7, 6–2, 7–6             |
| Перемога  | 3–2  | Жов 1995 | Тулуза, Франція                 | Світова серія    | Тверде   | Йонас Бйоркман      | Дейв Ренделл Грег Ван Ембург     | 7–6, 7–6                  |
| Поразка   | 3–3  | Жов 1995 | Ліон, Франція                   | Світова серія    | Килим    | Вейн Феррейра       | Якоб Гласек Євген Кафельников    | 3–6, 3–6                  |
| Поразка   | 3–4  | Чер 1998 | Галле, Німеччина                | Світова серія    | Трава    | Марк-Кевін Гелльнер | Елліс Феррейра Рік Ліч           | 6–4, 4–6, 6–7             |
| Поразка   | 3–5  | Жов 1998 | Відень, Австрія                 | Серія Чемпіоншип | Килим    | Девід Адамс         | Євген Кафельников Даніель Вацек  | 5–7, 3–6                  |
| Поразка   | 3–6  | Лют 1999 | Dubai Tennis Championships, ОАЕ | Світова серія    | Тверде   | Девід Адамс         | Вейн Блек Сендон Столл           | 6–4, 1–6, 4–6             |
| Перемога  | 4–6  | Лют 1999 | Роттердам, Нідерланди           | Серія Чемпіоншип | Килим    | Девід Адамс         | Ніл Брод Петер Трамаккі          | 6–7, 6–3, 6–4             |
| Поразка   | 4–7  | Тра 1999 | Рим, Італія                     | Серія Мастерс    | Ґрунт    | Девід Адамс         | Елліс Феррейра Рік Ліч           | 7–6, 1–6, 2–6             |
| Поразка   | 4–8  | Сер 1999 | Washington Open, США            | Серія Чемпіоншип | Тверде   | Девід Адамс         | Джастін Гімелстоб Себастьян Ларо | 5–7, 7–6, 3–6             |
| Поразка   | 4–9  | Жов 1999 | Тулуза, Франція                 | Світова серія    | Килим    | Девід Адамс         | Олів'є Делетр Джефф Таранго      | 6–3, 6–7, 4–6             |
| Поразка   | 4–10 | Жов 1999 | Штутгарт, Німеччина             | Серія Мастерс    | Тверде   | Девід Адамс         | Байрон Блек Йонас Бйоркман       | 7–6, 6–7, 0–6             |
| Перемога  | 5–10 | Лют 2000 | Роттердам, Нідерланди           | Серія Чемпіоншип | Тверде   | Девід Адамс         | Тім Генман Євген Кафельников     | 5–7, 6–2, 6–3             |
| Перемога  | 6–10 | Лют 2000 | Лондон, Велика Британія         | Серія Чемпіоншип | Тверде   | Девід Адамс         | Ян-Майкл Гембілл Скотт Гамфріс   | 6–3, 6–7(7–9), 7–6(13–11) |
| Перемога  | 7–10 | Тра 2000 | Мюнхен, Німеччина               | Серія Інтернешнл | Ґрунт    | Девід Адамс         | Максим Мирний Ненад Зімоньїч     | 6–4, 6–4                  |
| Поразка   | 7–11 | Вер 2001 | Шанхай, КНР                     | Серія Інтернешнл | Тверде   | Роббі Куніґ         | Байрон Блек Сімада Томас         | 2–6, 6–3, 5–7             |
| Поразка   | 7–12 | Бер 2002 | Сан-Хосе, США                   | Серія Інтернешнл | Тверде   | Роббі Куніґ         | Вейн Блек Кевін Ульєтт           | 3–6, 6–4, [5–10]          |

## Фінали ATP Челленджер і ITF Ф'ючерс

### Парний розряд: 9 (7–2)
| Легенда              |
| -------------------- |
| ATP Челленджер (7–2) |
| ITF Ф'ючерс (0–0)    |

| Фінали за покриттям |
| ------------------- |
| Тверде (5–1)        |
| Ґрунт (1–0)         |
| Трава (0–1)         |
| Килим (1–0)         |

| Результат | В-П | Дата     | Турнір                             | Рівень     | Покриття | Партнер             | Суперники                     | Рахунок       |
| --------- | --- | -------- | ---------------------------------- | ---------- | -------- | ------------------- | ----------------------------- | ------------- |
| Поразка   | 0–1 | Лип 1991 | Ньюкасл-апон-Тайн, Велика Британія | Челленджер | Трава    | Хрісто ван Ренсбург | Ніколас Фулвуд Петер Нюборґ   | 6–7, 1–6      |
| Перемога  | 1–1 | Вер 1991 | Мадейра (архіпелаг), Португалія    | Челленджер | Тверде   | Байрон Талбот       | Байрон Блек Т. Дж. Міддлтон   | 2–6, 7–6, 6–4 |
| Перемога  | 2–1 | Жов 1991 | Єрусалим, Ізраїль                  | Челленджер | Тверде   | Хрісто ван Ренсбург | Ндука Одізор Браян Шелтон     | 6–2, 6–4      |
| Перемога  | 3–1 | Чер 1992 | Турин, Італія                      | Челленджер | Ґрунт    | Байрон Блек         | Т. Дж. Міддлтон Тед Шермен    | 6–4, 6–2      |
| Перемога  | 4–1 | Жов 1997 | Седона, США                        | Челленджер | Тверде   | Роббі Куніґ         | Адам Пітерсон Ерік Тайно      | 6–2, 6–2      |
| Поразка   | 4–2 | Жов 1997 | Брест, Франція                     | Челленджер | Тверде   | Роббі Куніґ         | Дейв Ренделл Джек Вейт        | 6–3, 6–7, 4–6 |
| Перемога  | 5–2 | Лис 1997 | Аахен, Німеччина                   | Челленджер | Тверде   | Кріс Гаггард        | Дейв Ренделл Джек Вейт        | 3–6, 6–1, 7–6 |
| Перемога  | 6–2 | Лис 1997 | Ноймюнстер, Німеччина              | Челленджер | Килим    | Кріс Гаггард        | Ларс Бургсмюллер Маркус Ганчк | 6–3, 6–1      |
| Перемога  | 7–2 | Сер 2001 | Lexington Challenger, США          | Челленджер | Тверде   | Роббі Куніґ         | Пол Кілдеррі Джек Вейт        | 7–6(7–1), 7–5 |

## Досягнення
| W | Ф | ПФ | ЧФ | #Р | КТ | К# | DNQ | A | NH |

### Парний розряд
| Турніри Великого шлему                 |                   |                   |                   |                   |                   |                   |                   |              |      |              |              |              |        |       |     |
| Відкритий чемпіонат Австралії з тенісу |                   | ПФ                | 2р                | 1р                | 2р                | 1р                | 3р                | 3р           | 2р   |              | 1р           | 2р           | 0 / 10 | 12–10 | 55% |
| Відкритий чемпіонат Франції з тенісу   |                   | 2р                | 1р                | 1р                | 1р                | 1р                | 2р                | 1р           | 1р   |              | 1р           |              | 0 / 9  | 2–9   | 18% |
| Вімблдонський турнір                   | 2р                | 3р                | 1р                | 3р                | 1р                | 2р                | 3р                | 3р           | ПФ   | 2р           | 2р           | 1р           | 0 / 12 | 16–12 | 57% |
| Відкритий чемпіонат США з тенісу       | 1р                | 1р                | 3р                | 1р                | 2р                | ЧФ                | ПФ                | 2р           | 1р   | ЧФ           |              | 1р           | 0 / 11 | 14–11 | 56% |
| В-П                                    | 1–2               | 7–4               | 3–4               | 2–4               | 2–4               | 4–4               | 9–4               | 5–4          | 5–4  | 4–2          | 1–3          | 1–3          | 0 / 42 | 44–42 | 51% |
| Виступи за країну                      |                   |                   |                   |                   |                   |                   |                   |              |      |              |              |              |        |       |     |
| Літні Олімпійські ігри                 |                   | Не проводили      | Не проводили      | Не проводили      |                   | Не проводили      | Не проводили      | Не проводили | 4-те | Не проводили | Не проводили | Не проводили | 0 / 1  | 3–2   | 60% |
| Чемпіонат завершення сезону            |                   |                   |                   |                   |                   |                   |                   |              |      |              |              |              |        |       |     |
| Фінал ATP                              | Не кваліфікувався | Не кваліфікувався | Не кваліфікувався | Не кваліфікувався | Не кваліфікувався | Не кваліфікувався | Не кваліфікувався | RR           | DNQ  | DNQ          | DNQ          | DNQ          | 0 / 1  | 0–3   | 0%  |
| Тур ATP Мастерс 1000                   |                   |                   |                   |                   |                   |                   |                   |              |      |              |              |              |        |       |     |
| Індіан-Веллс                           |                   |                   | ПФ                | 2р                | ЧФ                |                   | 1р                | 1р           | ЧФ   | 1р           | 1р           |              | 0 / 8  | 8–8   | 50% |
| Відкритий чемпіонат Маямі з тенісу     |                   |                   | 2р                | 3р                | 1р                | 2р                | 1р                | 2р           | 3р   | ЧФ           | 2р           |              | 0 / 9  | 7–9   | 44% |
| Монте-Карло                            |                   |                   | ПФ                | ЧФ                | 1р                |                   |                   | 1р           | 2р   | 1р           | 1р           |              | 0 / 7  | 6–7   | 46% |
| Рим                                    |                   | 1р                | ПФ                | ПФ                | 1р                | К1р               | 1р                | Ф            | 1р   |              | 1р           |              | 0 / 8  | 10–8  | 56% |
| Гамбург                                |                   |                   | 2р                | 1р                | ЧФ                |                   | 2р                | 2р           | 1р   |              |              |              | 0 / 6  | 5–6   | 45% |
| Мастерс Канада                         |                   | 1р                |                   |                   |                   |                   | 1р                | ПФ           | ЧФ   |              |              |              | 0 / 4  | 5–4   | 56% |
| Мастерс Цинциннаті                     |                   | 2р                | 1р                | 2р                |                   |                   | 2р                | ЧФ           | 1р   |              |              |              | 0 / 6  | 5–6   | 45% |
| Штутгарт                               |                   |                   |                   |                   | ЧФ                |                   | 1р                | Ф            | 2р   |              |              |              | 0 / 4  | 5–4   | 56% |
| Париж                                  |                   | К3р               | 1р                | 2р                |                   |                   | 1р                | 2р           | ЧФ   |              |              |              | 0 / 5  | 3–5   | 38% |
| В-П                                    | 0–0               | 1–3               | 11–7              | 9–7               | 6–6               | 1–1               | 2–8               | 14–9         | 7–9  | 2–3          | 1–4          | 0–0          | 0 / 57 | 54–57 | 49% |

### Мікст
| Турніри Великого шлему                 |     |     |     |     |     |     |     |     |     |     |     |        |       |     |
| Відкритий чемпіонат Австралії з тенісу |     | 1р  | 2р  | ПФ  | Ф   |     | 1р  | 2р  |     |     |     | 0 / 6  | 9–6   | 60% |
| Відкритий чемпіонат Франції з тенісу   | 1р  | 1р  | Ф   | 3р  |     | ЧФ  | 3р  | ПФ  |     |     |     | 0 / 7  | 12–7  | 63% |
| Вімблдонський турнір                   | 2р  | 1р  | 2р  | 1р  | ЧФ  | 1р  | 2р  | ЧФ  | 2р  | 1р  | 2р  | 0 / 11 | 11–11 | 50% |
| Відкритий чемпіонат США з тенісу       |     | ПФ  | 1р  | 2р  |     | 2р  | ЧФ  |     |     |     |     | 0 / 5  | 7–5   | 58% |
| В-П                                    | 1–2 | 3–4 | 7–4 | 5–4 | 7–2 | 3–3 | 4–4 | 7–3 | 1–1 | 0–1 | 1–1 | 0 / 29 | 39–29 | 57% |